# Quamoclit bracteata
Quamoclit bracteata là một loài thực vật có hoa trong họ Bìm bìm. Loài này được (Cav.) Roberty miêu tả khoa học đầu tiên năm 1952.